# Bruno Fitipaldo
Bruno Fitipaldo Rodríguez (2 de agosto de 1991 en Montevideo) es un baloncestista uruguayo que actualmente juega en La Laguna Tenerife de la Liga ACB. Forma parte de la selección uruguaya. Mide 1.83 y juega de base.

## Trayectoria deportiva
Aunque interesado inicialmente en el fútbol, empezó luego a practicar baloncesto en el Club Náutico de Carrasco y Punta Gorda. A los 12 años se unió a la cantera del Club Malvín, donde, con sólo 17 años, haría su debut como profesional en la máxima categoría del baloncesto uruguayo. Aunque su equipo se consagró campeón de la temporada 2006-07 de la LUB, lo cierto es que la contribución de Fitipaldo a ese título fue minúscula.
Durante los siguientes años iniciaría un proceso de afianzamiento como jugador, incluyendo dos temporadas en el Torneo Metropolitano actuando para el 25 de Agosto.
A partir de temporada 2010-11, ganó protagonismo en Malvín tras sustituir a un lesionado Fernando Martínez y condujo a su equipo a la conquista de otro campeonato local. Aquella experiencia le garantizaría la titularidad en su equipo, la cual conservó hasta 2014, año en que emigró hacia el baloncesto argentino contratado por Obras Basket.
Jugó en la Liga Nacional de Básquet de Argentina hasta el verano de 2016, cuando abandona Obras con el propósito de marcharse a Italia para jugar en la Serie A con el Orlandina Basket. Registrando promedios de 15 puntos y 7,5 asistencias por partido en la máxima categoría del baloncesto italiano, llamó la atención de varios clubes europeos de mayor jerarquía. Finalmente el 27 de diciembre de 2016 firmó un contrato para unirse al Galatasaray, sustituyendo a Justin Dentmon. Poco después haría su debut en la Euroliga.
En 2017 regresó a Italia para fichar durante una temporada en Avellino.  
Al año siguiente debutaría en la liga ACB de España, tras haber sido fichado por el recién ascendido San Pablo Burgos. En sus dos temporadas en el club promedió 8,3 puntos y 3,7 asistencias. 
En 2020 fichó por el CB Canarias.

### Selección nacional
Fitipaldo es un jugador regular de la selección de baloncesto de Uruguay desde su etapa como juvenil (jugó el Campeonato Sudamericano de Baloncesto Sub-16 de 2006, el Campeonato Sudamericano de Baloncesto Sub-17 de 2007 y el Campeonato FIBA Américas Sub-18 de 2008).
Ha disputado cuatro ediciones del Campeonato Sudamericano de Baloncesto -2010, 2012, 2014 y 2016- y cuatro del Campeonato FIBA Américas -2011, 2013, 2015 y 2017-. Asimismo también participó del torneo de baloncesto de los Juegos Panamericanos de 2011 y del Torneo Preolímpico FIBA 2020, además de otras competiciones.